# 50-о основно училище „Васил Левски“
50 основно училище „Васил Левски“ се намира в квартал Драгалевци в София.
То има повече от 160 години история. Има сведения, че самият Васил Левски, чието име носи училището, е пребивавал там при броденията си из България и посещенията на Драгалевския манастир „Света Богородица Витошка“. Историята на училището датира от 1886 г.
В училището са изучени много деца. Слави се със своите таланти, и в учението, и в спорта. През 2011 година училището заема 1–во място по футбол и др. спортни дисциплини. Има поне 20 награди в своята витрина. Училището има и спортна зала, открита през 2005 г., както и голям двор. В залата се провеждат много спортни мероприятия – по таекуондо, баскетбол, шахмат и др.